# Pseudameira limicola
Pseudameira limicola är en kräftdjursart som beskrevs av Soyer 1974. Pseudameira limicola ingår i släktet Pseudameira och familjen Ameiridae. Inga underarter finns listade i Catalogue of Life.